# Taxi Teheran
Taxi Teheran (persa: تاکسی) és una pel·lícula de 2015 de drama iraniana protagonitzada i dirigida per Jafar Panahi. La pel·lícula es va estrenar en competició al 65è Festival Internacional de Cinema de Berlín on va guanyar l'Ós d'Or i el Premi FIPRESCI. En 2010 a Panahi se li va prohibir fer cinema i viatjar, per la qual cosa la seva neboda Hana Saeidi, que també apareix en la pel·lícula, va recollir el premi en el seu nom. Ha estat doblada al català.

## Producció
Similar a Abbas Kiarostami's Ten i A Taste of Cherry, ha estat descrita com "un retrat de la capital iraniana, Teheran" i com una "pel·lícula-documental de com s'estableix en un taxi de Teheran que està impulsat per Panahi" amb els passatgers que "sincerament confien" en Panahi. D'acord amb Jean-Michel Frodon, els passatgers inclouen "Homes i dones, joves i vells, rics i pobres, els tradicionalistes i modernistes, venedors de vídeos pirates i defensors dels drets humans, [que se sentin] al seient del copilot del conductor sense experiència [que ells denominen com] Aghaye Panahi (آقای پناهی), 'el senyor Panahi'. "Els passatgers són interpretats per actors no professionals, les identitats dels quals romanen en l'anonimat.

## Repartiment

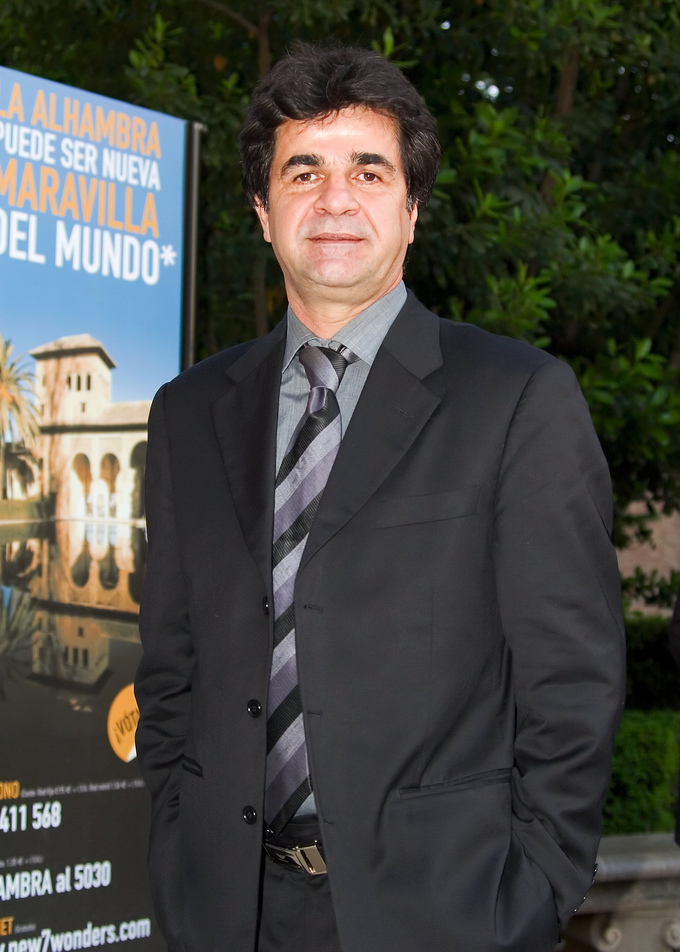
Jafar Panahi

- Jafar Panahi
- Hana Saeidi
- Nasrin Sotoudeh[10]
- Gent de Teheran